# بيبا هايوود
بيبا هايوود (بالإنجليزية: Pippa Haywood)‏ هي ممثلة بريطانية، ولدت في 6 مايو 1961 بلندن في المملكة المتحدة.

## أعمال

### أفلام
- (2010) تامارا درو[5][6]

## وصلات خارجية
- بيبا هايوود على موقع IMDb (الإنجليزية)
- بيبا هايوود على موقع ألو سيني (الفرنسية)
- بيبا هايوود على موقع أول موفي (الإنجليزية)
- بيبا هايوود على موقع قاعدة بيانات الأفلام السويدية (السويدية)
- بيبا هايوود على موقع قاعدة بيانات الفيلم (الإنجليزية)
- بيبا هايوود على موقع كينوبويسك (الروسية)